# XII Liga Portuguesa de Futebol Americano
La XII Liga Portuguesa de Futebol Americano è la 12ª edizione del campionato di football americano di primo livello, organizzato dalla FPFA.

## Squadre partecipanti
| Club                 | Città   | Stadio | Sponsor ufficiale | Risultato nella stagione 2020 |
| -------------------- | ------- | ------ | ----------------- | ----------------------------- |
| Algarve Sharks       | Faro    |        |                   |                               |
| Braga Warriors       | Braga   |        |                   |                               |
| Cascais Crusaders    | Cascais |        |                   |                               |
| Lisboa Devils        | Lisbona |        |                   |                               |
| Lisboa Lions         | Lisbona |        |                   |                               |
| Lisboa Navigators    | Lisbona |        |                   |                               |
| Maia Mutts           | Maia    |        |                   |                               |
| Salgueiros Renegades | Porto   |        |                   |                               |

## Stagione regolare

### Calendario

#### 1ª giornata
| 26 febbraio 2022, ore 15:00 | Braga Warriors | 32 – 10 referto | Lisboa Lions |  |

| 26 febbraio 2022, ore 20:00 | Lisboa Devils | 7 – 19 referto | Cascais Crusaders |  |

| 27 febbraio 2022, ore 15:00 | Salgueiros Renegades | 23 – 28 referto | Maia Mutts |  |

| 27 febbraio 2022, ore 15:00 | Lisboa Navigators | 49 – 6 referto | Algarve Sharks |  |

#### 2ª giornata
| 6 marzo 2022, ore 14:00 | Cascais Crusaders | 21 – 7 referto | Lisboa Navigators |  |

| 6 marzo 2022, ore 16:00 | Salgueiros Renegades | 7 – 6 referto | Lisboa Lions |  |

#### 3ª giornata
| 12 marzo 2022, ore 16:00 | Braga Warriors | 13 – 36 referto | Maia Mutts |  |

| 13 marzo 2022, ore 14:00 | Algarve Sharks | 8 – 64 referto | Lisboa Devils |  |

#### 4ª giornata
| 19 marzo 2022, ore 15:30 | Lisboa Lions | 13 – 16 referto | Braga Warriors |  |

| 20 marzo 2022, ore 14:00 | Cascais Crusaders | 21 – 0 referto | Algarve Sharks |  |

#### 5ª giornata
| 26 marzo 2022, ore 14:00 | Lisboa Devils | 22 – 21 referto | Lisboa Navigators |  |

| 27 marzo 2022, ore 15:00 | Maia Mutts | 19 – 3 referto | Salgueiros Renegades |  |

#### 6ª giornata
| 2 aprile 2022, ore 16:00 | Braga Warriors | 25 – 12 referto | Salgueiros Renegades |  |

| 3 aprile 2022, ore 14:00 | Cascais Crusaders | 40 – 14 referto | Lisboa Devils |  |

#### 7ª giornata
| 9 aprile 2022, ore 14:00 | Algarve Sharks | 6 – 44 referto | Lisboa Navigators |  |

| 9 aprile 2022, ore 15:00 | Lisboa Lions | 14 – 42 referto | Maia Mutts |  |

#### 8ª giornata
| 16 aprile 2022, ore 16:00 | Salgueiros Renegades | – referto | Braga Warriors |  |

#### 9ª giornata
| 23 aprile 2022, ore 14:00 | Lisboa Devils | – referto | Algarve Sharks |  |

| 24 aprile 2022, ore 14:00 | Lisboa Navigators | – referto | Cascais Crusaders |  |

| 24 aprile 2022, ore 15:00 | Maia Mutts | – referto | Lisboa Lions |  |

#### 10ª giornata
| 30 aprile 2022, ore 15:00 | Lisboa Lions | – referto | Salgueiros Renegades |  |

| 1º maggio 2022, ore 15:00 | Maia Mutts | – referto | Braga Warriors |  |

#### 11ª giornata
| 7 maggio 2022, ore 14:00 | Algarve Sharks | – referto | Cascais Crusaders |  |

| 7 maggio 2022, ore 14:00 | Lisboa Navigators | – referto | Lisboa Devils |  |

### Classifiche
Le classifiche della regular season sono le seguenti:
- PCT = percentuale di vittorie, G = partite giocate, V = partite vinte,  P = partite perse, PF = punti fatti, PS = punti subiti

#### Girone Nord
| Pos. | Squadra              | PCT   | G | V | N | P | PF  | PS |
| ---- | -------------------- | ----- | - | - | - | - | --- | -- |
| 1    | Maia Mutts           | 1.000 | 4 | 4 | 0 | 0 | 125 | 53 |
| 2    | Braga Warriors       | .750  | 4 | 3 | 0 | 1 | 86  | 71 |
| 3    | Salgueiros Renegades | .250  | 4 | 1 | 0 | 3 | 45  | 78 |
| 4    | Lisboa Lions         | .000  | 4 | 0 | 0 | 4 | 43  | 97 |

#### Girone Sud
| Pos. | Squadra           | PCT   | G | V | N | P | PF  | PS  |
| ---- | ----------------- | ----- | - | - | - | - | --- | --- |
| 1    | Cascais Crusaders | 1.000 | 4 | 4 | 0 | 0 | 101 | 28  |
| 2    | Lisboa Devils     | .500  | 4 | 2 | 0 | 2 | 107 | 88  |
| 3    | Lisboa Navigators | .500  | 4 | 2 | 0 | 2 | 121 | 55  |
| 4    | Algarve Sharks    | .000  | 4 | 0 | 0 | 4 | 20  | 178 |

## Playoff

### Tabellone
|  | Semifinali | Semifinali | Semifinali |  |  | XII Final LPFA | XII Final LPFA | XII Final LPFA |  |
|  |            |            |            |  |  |                |                |                |  |
|  | 1          | TBD        |            |  |  |                |                |                |  |
|  | 1          | TBD        |            |  |  |                |                |                |  |
|  | 4          | TBD        |            |  |  |                |                |                |  |
|  | 4          | TBD        | TBD        |  |  |                |                |                |  |
|  |            |            |            |  |  |                |                |                |  |
|  |            |            | TBD        |  |  |                |                |                |  |
|  | 3          | TBD        |            |  |  |                |                |                |  |
|  | 3          | TBD        |            |  |  |                |                |                |  |
|  | 2          | TBD        |            |  |  |                |                |                |  |

### Semifinali
| 2022 | TBD | – | TBD |  |

| 2022 | TBD | – | TBD |  |

### XII Final LPFA
| 2022 | TBD | – | TBD |  |